# Calchaenesthes pistacivora
Calchaenesthes pistacivora är en skalbaggsart som beskrevs av Holzschuh 2003. Calchaenesthes pistacivora ingår i släktet Calchaenesthes och familjen långhorningar.
Artens utbredningsområde är Iran. Inga underarter finns listade.